# Блумбергс, Лаймонис
Ла́ймонис Блу́мбергс (латыш. Laimonis Blumbergs; 26 января 1919 — 26 июня 2014) — латвийский скульптор.

## Биография
Родился на территории усадьбы Весельмуйжа Крустпилсской волости (ныне — часть города Екабпилс).
Учился в Екабпилсской начальной школе (1928—1934). Окончил Екабпилсскую государственную коммерческую школу, работал на предприятии «Латвияс гранитс». После занятий рисунком у Карлиса Бренценса на художественных курсах Латвийской академии художеств в 1940 году поступил в Академию (преподаватели — Конрад Убанс, Аугуст Аннусс, Карлис Миесниекс, Борис Виппер и Карлис Янсонс).
В годы Второй мировой войны был призван в немецкую армию, воевал в составе Курляндской группировки. После войны был арестован и депортирован в лагерь военнопленных на острове Сахалин. В 1947 году вернулся на родину и в 1950 году закончил обучение на отделении скульптуры Латвийской государственной академии художеств (мастерская Теодора Залькална, преподаватели Ото Скулме и Эмиль Малдерс).
Супруга — Рита Блумберга, сценограф и художник по текстилю. С 1960 года проживал в нынешней Кукской волости на хуторе «Лаздукалнос».
Член Союза художников Латвии (с 1952 года), пожизненный стипендиат Латвийского фонда культуры (с 1999 года).
Скончался 26 июня 2014 года.

## Творчество
Принимал участие в выставках с 1950 года.
В своём творчестве, где доминирует преломлённый художественным видением образ женщины, отдавал предпочтение малым формам. Из работ в области монументальной и мемориальной скульптуры наиболее известны памятник Янису Райнису на Эспланаде (1965, совместное с Айваром Гулбисом воплощение в камне проекта Карлиса Земдеги), памятник Эдуарду Вейденбауму на территории мемориального музея поэта «Ка́лачи» (1955), надгробный памятник композитора Петериса Барисона в Селпилсской волости.
Работы Л. Блумбергса находятся в Латвийском национальном художественном музее, галерее Союза художников Латвии, а также во многих частных коллекциях в Швейцарии, Дании, Швеции, Бельгии, Италии, Германии, США, Канады и других стран.